# Nghịch lý Epicurus
Trong triết học tôn giáo và thần học, Vấn đề về cái ác hay Nghịch lý Epicurus là vấn đề về việc dung hòa các mâu thuẫn giữa sự tồn tại của cái ác hay sự đau khổ trên thế giới với sự tồn tại của một vị Chúa trời. Vấn đề này thường được bàn luận nhất trong ngữ cảnh vị chúa cá thể của các tôn giáo Abraham, nhưng cũng liên quan đến các truyền thống đa thần với nhiều vị thần thánh.

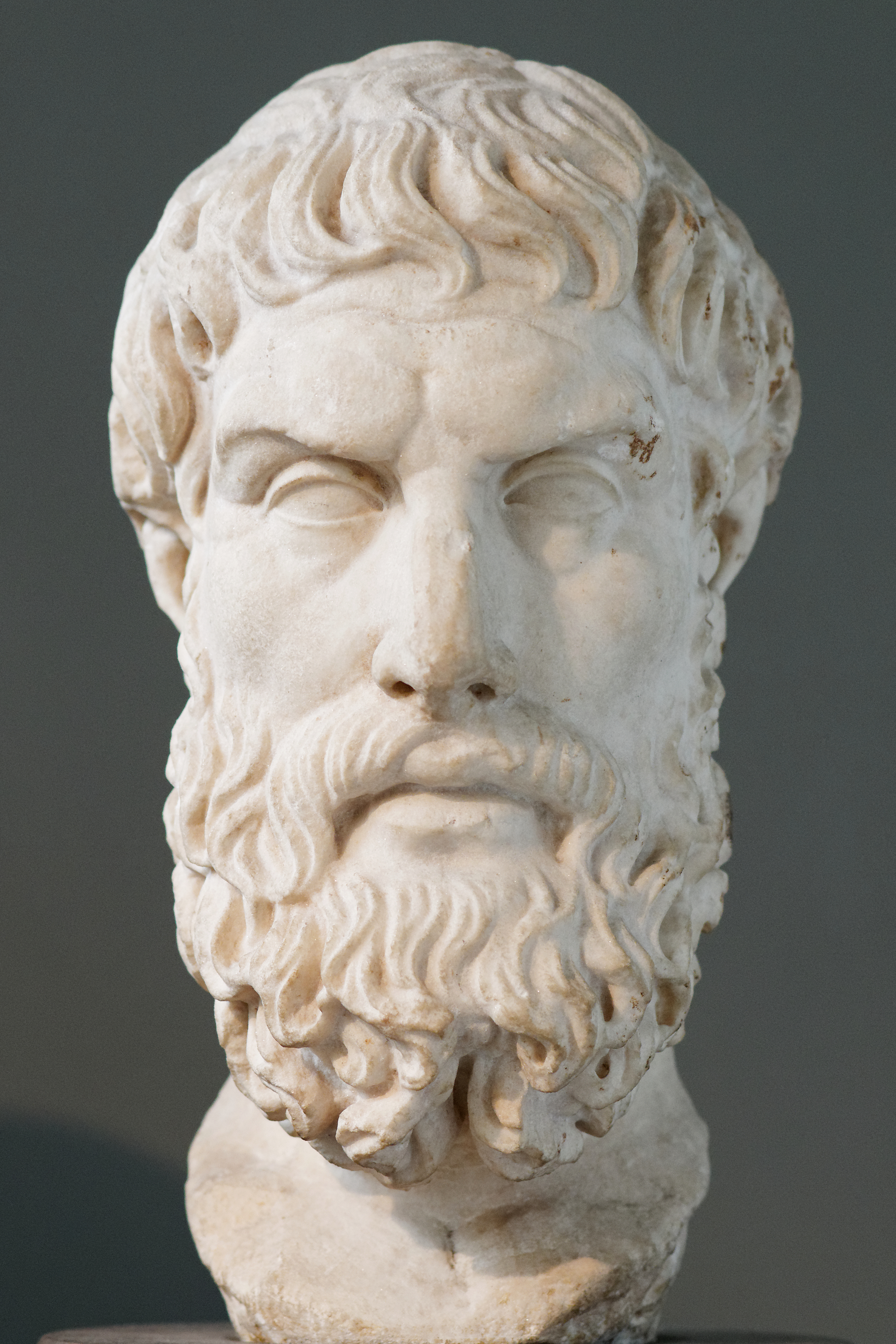
Epicurus

Epicurus, một nhà triết học Hy Lạp cổ đại được coi là người đầu tiên phát triển Vấn đề về cái ác. Trong Đối thoại về Tôn giáo Tự nhiên (Dialogues concerning Natural Religion, 1779), David Hume đã trích lời Epicurus khi phát biểu vấn đề đó dưới hình thức một chuỗi các câu hỏi:
Chúa muốn ngăn chặn cái ác nhưng không thể?
Nếu thế thì ngài không toàn năng.
Chúa có thể, nhưng không muốn?
Nếu thế thì ngài không toàn thiện.
Chúa có thể và đã muốn ngăn chặn cái ác?
Vậy tại sao cái ác vẫn tồn tại?
Chúa không thể, cũng không muốn làm?
Vậy tại sao gọi ngài là Chúa trời?